# Dictenidia miyatakei
Dictenidia miyatakei är en tvåvingeart som beskrevs av Alexander 1953. Dictenidia miyatakei ingår i släktet Dictenidia och familjen storharkrankar. Inga underarter finns listade i Catalogue of Life.